# 171458 Pepaprats
171458 Pepaprats este un asteroid din centura principală de asteroizi a Sistemului Solar.

## Descriere
171458 Pepaprats este un asteroid din centura principală de asteroizi. A fost descoperit pe 7 octombrie 2007 la La Sagra par l'Observatorio Astronómico de Mallorca. Asteroidul prezintă o orbită caracterizată de o semiaxă mare de 2,33 ua, o excentricitate de 0,22 și o înclinație de 1,9° în raport cu ecliptica.